# Erich Amplatz
Erich Amplatz (* 6. Februar 1960 in Judenburg) ist ein ehemaliger österreichischer Tischtennisspieler. Er gehörte in den 1970er und 1980er Jahren zu den besten Spielern Österreichs.

## Werdegang
Erich Amplatz begann seine Karriere beim Verein Atus Judenburg. Später wechselte er zu den Vereinen aus Langenlois, TTC Raiffeisen Langenlois bzw. UTTC Römerquelle Langenlois. Nach einem Zwischenspiel bei Union Wolkersdorf kehrte er 1996 zu UTTC Langenlois zurück.
Erste Erfolge erzielte er 1976, als er österreichischer Schülermeister im Doppel (mit Franz Pröglhöf) wurde. 1977 gewann der die österreichische Jugendmeisterschaft im Einzel. Im gleichen Jahr erreichte er bei der Jugend-Europameisterschaft im Doppel mit Alexander Pokorny das Endspiel.
Viermal wurde Amplatz österreichischer Meister im Einzel (1978, 1980, 1981, 1982), mehrfach gewann er den Titel im Doppel und Mixed. Bereits 1976 wurde er für die österreichische Nationalmannschaft nominiert, im Europaligaspiel gegen Italien besiegte er Stefano Bosi.
Zwischen 1977 und 1985 nahm er fünfmal an Weltmeisterschaften und mehrmals an Europameisterschaften teil, kam dabei aber nie in die Nähe von Medaillenrängen. 1992 qualifizierte er sich mit Ding Yi für die Teilnahme am Doppelwettbewerb bei den Olympischen Spielen, wo sie in der Vorrunde zwei Matches verloren und dadurch ausschieden.
1999 beendete Erich Amplatz seine Karriere.

## Turnierergebnisse
| Verband | Veranstaltung                         | Jahr | Ort        | Land | Einzel       | Doppel           | Mixed        | Team |
| ------- | ------------------------------------- | ---- | ---------- | ---- | ------------ | ---------------- | ------------ | ---- |
| AUT     | Jugend-Europameisterschaft (Junioren) | 1977 | Vichy      | FRA  |              | Silber           |              |      |
| AUT     | Olympische Spiele                     | 1992 | Barcelona  | ESP  | keine Teiln. | sofort ausgesch. |              |      |
| AUT     | Weltmeisterschaft                     | 1985 | Göteborg   | SWE  | letzte 64    | Qual             | letzte 64    | 21   |
| AUT     | Weltmeisterschaft                     | 1983 | Tokio      | JPN  | letzte 128   | letzte 32        | keine Teiln. | 27   |
| AUT     | Weltmeisterschaft                     | 1981 | Novi Sad   | YUG  | letzte 128   | letzte 64        | letzte 64    | 23   |
| AUT     | Weltmeisterschaft                     | 1979 | Pyongyang  | PRK  | letzte 64    | letzte 32        | keine Teiln. | 22   |
| AUT     | Weltmeisterschaft                     | 1977 | Birmingham | ENG  | letzte 128   | letzte 32        | letzte 64    | 24   |